# .va
.va — в Інтернеті, національний домен верхнього рівня (ccTLD) для Ватикану.